# هال بورلاند
هال بورلاند (بالإنجليزية: Hal Borland)‏ هو مؤلف وكاتب أمريكي، ولد في 14 مايو 1900، وتوفي في 22 فبراير 1978.

## وصلات خارجية
- هال بورلاند على موقع مونزينجر (الألمانية)